# TEE Bacchus
Le TEE Bacchus était un train rapide qui reliait Dortmund à Munich, de 1979 à 1980. Exploité par la Deutsche Bundesbahn, le TEE Bacchus était un Trans-Europ-Express (donc uniquement en première classe) jusqu'à la fin du service d'hiver le 30 mai 1980 puisqu'il cessait définitivement de circuler.
Le nom de ce TEE fait référence à Bacchus, dieu romain de la vigne et du vin.

## Parcours et arrêts
- 27 mai 1979 : Dortmund, Essen, Duisburg, Düsseldorf, Köln, Bonn, Koblenz ; Mainz, Darmstadt, Heidelberg, Stuttgart, Ulm, Augsburg, Munchen Hbf, (747,9 km)[1]
- 30 mai 1980 : Dernier jour de circulation de ce TEE[2].

## Numérotation
- 27 mai 1979 TEE 15-14[1]

## Matériel et compositions
- 27 mai 1979 : Voitures TEE de la Deutsche Bundesbahn, 1 jeu comprenant : 4 Av, 1 Ap, 1 ARD, 1 WR[pas clair][2].
- 30 mai 1980 : Voitures TEE de la DB, 1 jeu comprenant : 4 Av, 1 Ap, 1 ARD, 1 WR[2].

La restauration était assurée par la Deutsche Schlafwagen- und Speisewagengesellschaft (de).

## Sources
1. 1 2 3  Maurice Mertens (préf. Bernard Porcher), Les Trans Europ Express, Paris, La vie du rail, 1er trimestre 1986, 240 p. (ISBN 2-902808-21-6), p. 227 et 228
2. 1 2 3 4 5  Jean-Pierre Malaspina (préf. Jehan-Hubert Lavie, photogr. Ulriche Budde), La légende des Trans Europ Express, Auray, LR PRESSE, novembre 2007, 2e éd. (1re éd. 1985), 411 p. (ISBN 978-2-903-65145-9), chap. SECONDE PARTIE (« Les trains TEE »), p. 380 et 381